# Supertaça Cândido de Oliveira 1994
La Supertaça Cândido de Oliveira 1994 è stata la 16ª edizione di tale edizione, l'annuale incontro di apertura della stagione calcistica portoghese che vede di fronte i vincitori della Primeira Divisão della stagione precedente e della Taça de Portugal (o la finalista di quest'ultima in caso il vincitore di campionato e coppa coincidano).
Nella Supercoppa del 1994 si affrontarono il Benfica (campione della Primeira Divisão 1993-94) e il Porto, detentore della Taça de Portugal.
All'andata, disputata allo Stadio da Luz di Lisbona, Vítor Paneira del Benfica pareggia il gol del Porto di Rui Filipe, portando il risultato sull'1-1. Anche il ritorno ad Oporto si concluse con un pareggio (0-0).
Il 20 giugno 1995, durante la gara di ripetizione in campo neutro (il Parco dei Principi di Parigi) i Dragões sconfiggono gli Encarnados per 1-0 grazie ad un gol di Domingos Paciência. Per il Porto si tratta dell'ottava Supercoppa portoghese della sua storia.

## Tabellini

### Andata
| Arbitro: | Calheiros (Viana do Castelo) |

|             |           |                |
| Paneira 75’ | Marcatori | 72’ Rui Filipe |

| Benfica | Porto |

#### Formazioni
| Benfica     |   |                    |          |     |
|             |   |                    |          |     |
| P           | 1 | Michel Preud'homme |          |     |
| D           |   | Paulo Madeira      |          |     |
| D           |   | Abel Xavier        | 21’, 35’ |     |
| D           |   | Hélder             |          |     |
| D           |   | Paulão             | 22’      |     |
| D           |   | António Veloso ()  |          | 27’ |
| C           |   | Vítor Paneira      | 90’      |     |
| C           |   | José Tavares       |          |     |
| C           |   | Nelo               | 80’      |     |
| C           |   | João Pinto         | 26’, 89’ |     |
| A           |   | César Brito        |          | 45’ |
| Sostituti:  |   |                    |          |     |
| P           |   | Neno               |          |     |
| D           |   | Pedro Henriques    |          |     |
| D           |   | William            |          |     |
| A           |   | Clóvis             |          | 45’ |
| A           |   | Edílson            |          | 27’ |
| Allenatore: |   |                    |          |     |
| Artur Jorge |   |                    |          |     |

| Porto        |   |                   |     |     |
|              |   |                   |     |     |
| P            | 1 | Vítor Baía        |     |     |
| D            |   | João Pinto ()     |     |     |
| D            |   | Aloísio           | 56’ |     |
| D            |   | Zé Carlos         |     |     |
| D            |   | Carlos Secretário | 19’ |     |
| C            |   | Emerson           |     |     |
| C            |   | Rui Filipe        | 80’ |     |
| C            |   | António André     | 81’ | 85’ |
| C            |   | Paulinho Santos   | 43’ |     |
| C            |   | António Folha     |     |     |
| A            |   | Emil Kostadinov   |     | 67’ |
| Sostituti:   |   |                   |     |     |
| P            |   | Cândido Rego      |     |     |
| D            |   | Jorge Costa       |     |     |
| D            |   | Rui Jorge         |     | 85’ |
| C            |   | Ljubinko Drulović |     | 67’ |
| A            |   | Domingos          |     |     |
| Allenatore:  |   |                   |     |     |
| Bobby Robson |   |                   |     |     |

### Ritorno
| Oporto 21 settembre 1994 Ritorno | Porto         | 0 – 0 referto | Benfica | Stadio das Antas\| Arbitro: \| Ramos (Viseu) \| |
| Arbitro:                         | Ramos (Viseu) |               |         |                                                 |

| Porto | Benfica |

#### Formazioni
| Porto        |   |                   |     |     |
|              |   |                   |     |     |
| P            | 1 | Vítor Baía        |     |     |
| D            |   | João Pinto ()     |     |     |
| D            |   | Aloísio           | 68’ |     |
| D            |   | Zé Carlos         |     |     |
| D            |   | Carlos Secretário |     |     |
| C            |   | Emerson           |     |     |
| C            |   | Vasili Kulkov     | 17’ |     |
| C            |   | Paulinho Santos   |     |     |
| C            |   | Rui Barros        |     | 65’ |
| A            |   | Sergei Yuran      |     |     |
| A            |   | Ljubinko Drulović |     | 75’ |
| Sostituti:   |   |                   |     |     |
| P            |   | Cândido Rego      |     |     |
| D            |   | Jorge Costa       |     |     |
| D            |   | Rui Jorge         |     |     |
| A            |   | Domingos          |     | 65’ |
| A            |   | Ronald Baroni     |     | 75’ |
| Allenatore:  |   |                   |     |     |
| Bobby Robson |   |                   |     |     |

| Benfica     |   |                    |     |     |
|             |   |                    |     |     |
| P           | 1 | Michel Preud'homme | 41’ |     |
| D           |   | Paulo Madeira      |     |     |
| D           |   | Paulão             | 90’ |     |
| D           |   | Abel Xavier        |     |     |
| D           |   | António Veloso ()  |     |     |
| D           |   | Dimas              |     |     |
| C           |   | Jorge Amaral       |     |     |
| C           |   | José Tavares       |     |     |
| C           |   | Nelo               |     |     |
| C           |   | João Pinto         |     | 83’ |
| A           |   | Isaías             | 46’ | 75’ |
| Sostituti:  |   |                    |     |     |
| P           |   | Neno               |     |     |
| D           |   | William            |     |     |
| D           |   | Daniel Kenedy      |     | 75’ |
| A           |   | César Brito        |     | 83’ |
| A           |   | Clóvis             |     |     |
| Allenatore: |   |                    |     |     |
| Artur Jorge |   |                    |     |     |

### Ripetizione

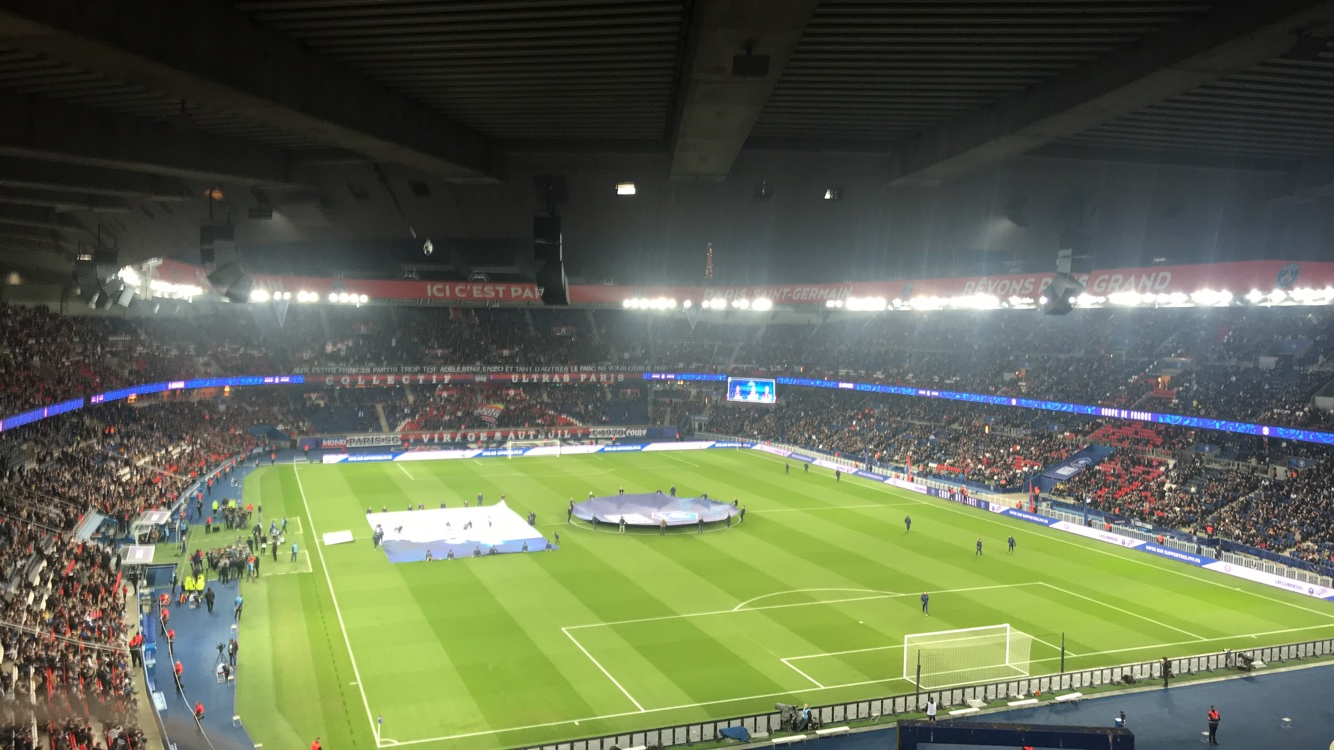
Il Parco dei Principi di Parigi, teatro dell'incontro decisivo di Supercoppa

| Arbitro: | Batista (Setúbal) |

|              |           |  |
| Domingos 51’ | Marcatori |  |

| Porto | Benfica |

#### Formazioni
| Porto        |   |                      |     |     |
|              |   |                      |     |     |
| P            | 1 | Vítor Baía           |     |     |
| D            |   | Carlos Secretário    |     |     |
| D            |   | Aloísio ()           |     |     |
| D            |   | Zé Carlos            | 70’ |     |
| D            |   | Fernando Bandeirinha | 25’ |     |
| C            |   | Emerson              |     |     |
| C            |   | Vasili Kulkov        |     | 77’ |
| C            |   | Rui Barros           |     | 85’ |
| C            |   | Paulinho Santos      |     |     |
| C            |   | António Folha        |     |     |
| A            |   | Domingos             |     |     |
| Sostituti:   |   |                      |     |     |
| C            |   | José Semedo          |     | 85’ |
| C            |   | Russell Latapy       |     | 77’ |
| Allenatore:  |   |                      |     |     |
| Bobby Robson |   |                      |     |     |

| Benfica     |   |                   |     |     |
|             |   |                   |     |     |
| P           | 1 | Neno              |     |     |
| D           |   | Paulo Pereira     | 57’ |     |
| D           |   | Abel Xavier       |     |     |
| D           |   | Hélder            |     |     |
| D           |   | Paulo Madeira     |     |     |
| D           |   | António Veloso () |     | 65’ |
| D           |   | Daniel Kenedy     | 65’ |     |
| D           |   | Dimas             |     |     |
| C           |   | Mario Stanić      |     |     |
| C           |   | José Tavares      |     | 45’ |
| C           |   | Paulo Bento       |     |     |
| Sostituti:  |   |                   |     |     |
| A           |   | Akwá              |     | 45’ |
| A           |   | Edgar             |     | 65’ |
| Allenatore: |   |                   |     |     |
| Artur Jorge |   |                   |     |     |